# Hinter den Coulissen
Hinter den Coulissen är en kadrilj utan opustal av bröderna Josef och Johann Strauss den yngre. Den framfördes första gången den 28 februari 1859 i Sofienbad-Saal i Wien.

## Historia
Jacques Offenbachs operetter spelades med stor framgång i Wien. Den 18 januari 1859 sattes enaktaren Schuhflicker und Millionär (franska: Le Financier et le Savetier, 1856) på Carltheater och fyra dagar senare kunde tidningen Wiener Allgemeine Theatherzeitung meddela: "Favoritmelodierna från Offenbachs operetter har använts av Strauss till en kadrilj, 'Hinter den Coulissen'". Vad tidningen inte skrev var att den nya kadriljen var ett samarbete mellan två av bröderna Strauss: Johann och Josef.
Liksom med ett annat av deras gemensamma verk, Pizzicato-Polka (1869), går det inte att veta hur bröderna delade upp arbetet sinsemellan. Då det kan antas att bröderna inte hade tillgång till Offenbachs orkestermaterial bygger kadriljen med stor säkerhet på det publicerade klaverutdraget och sattes säkert samman i en hast. Kadriljen framfördes första gången den 28 februari 1859 vid en välgörenhetsbal i Sofienbad-Saal. 

## Om kadriljen
Speltiden är ca 6 minuter och 12 sekunder plus minus några sekunder beroende på dirigentens musikaliska tolkning.